# Pilz des Jahres (Österreich)
Der Pilz des Jahres ist eine der jährlichen Wahlen zur Natur des Jahres des Naturschutzbundes Österreich, der seit 2016 vergeben wird. Damit soll auf die kaum in der Öffentlichkeit beachtete Bedrohung der einheimischen Pilze aufmerksam gemacht werden. Ab dem Jahr 2019 wird der Pilz des Jahres von der Österreichischen Mykologischen Gesellschaft ernannt. 

## Bisherige Pilze des Jahres in Österreich
| Jahr | deutscher Name                     | wissenschaftlicher Name    | Abbildung                               |
| ---- | ---------------------------------- | -------------------------- | --------------------------------------- |
| 2016 | Safrangelber Weichporling          | Hapalopilus croceus        | 2016 Safrangelber Weichporling          |
| 2017 | Sumpf-Bovist                       | Bovista paludosa           | 2017 Sumpf-Bovist                       |
| 2018 | Gestielter Tannen-Schwarzborstling | Pseudoplectania melaena    | 2018 Gestielter Tannen-Schwarzborstling |
| 2019 | Steppengras-Schwarzfußporling      | Picipes rhizophilus        | 2019 Steppengras-Stielporling           |
| 2020 | Nördlicher Stachelseitling         | Climacodon septentrionalis | 2020 Nördlicher Stachelseitling         |
| 2021 | Halsband-Ritterling                | Tricholoma focale          | 2021 Halsband-Ritterling                |
| 2022 | Striegeliger Korkstacheling        | Hydnellum mirabile         | 2022 Striegeliger Korkstacheling        |
| 2023 | Aufgeblähte Lorchel                | Gyromitra inflata          |                                         |
| 2024 | Steppen-Koralle                    | Phaeoclavulina roellinii   |                                         |
| 2025 | Schwarzgrüner Klumpfuß             | Cortinarius atrovirens     | 2025 Schwarzgrüner Klumpfuß             |